# Hotel Valentine
Hotel Valentine é o terceiro e último álbum de estúdio da dupla nipo-nova-iorquina Cibo Matto. Ele foi lançado pela gravadora independente Chimera Music, no dia 14 de fevereiro de 2014, Dia dos Namorados em diversos países.

## Antecedentes e gravação
Após um hiato de mais de uma década desde o lançamento de Stereo ★ Type A, a dupla retomou as atividades em 2011, fazendo novos shows. A ideia de um novo álbum surgiu de forma orgânica, após ambas sentirem que haviam negócios inacabados.
Gravado entre 2011 e 2013, Hotel Valentine foi produzido pela dupla e lançado pela gravadora independente Chimera Music, fundada por Sean Lennon, parceiro musical frequente da dupla. Em entrevista ao The Harvard Crimson, Yuko falou sobre o álbum:
Hotel Valentine é um conceito. A ideia é que eles estão nesse hotel e há uma fantasma, e há um viajante que está apaixonado por ela e só ele consegue vê-la por causa do amor. Várias coisas acontecem ali, e há camareiras delinquentes... É algo feito por diversão; nós criamos esse ambiente.

## Lista de faixas
| Hotel Valentine |                         |         |  |
| N.º             | Título                  | Duração |  |
| 1.              | "Check In"              | 3:14    |  |
| 2.              | "Déja Vu"               | 4:18    |  |
| 3.              | "10th Floor Ghost Girl" | 3:33    |  |
| 4.              | "Emerald Tuesday"       | 3:19    |  |
| 5.              | "MFN"                   | 3:28    |  |
| 6.              | "Hotel Valentine"       | 3:42    |  |
| 7.              | "Empty Pool"            | 4:11    |  |
| 8.              | "Lobby"                 | 3:59    |  |
| 9.              | "Housekeeping"          | 4:01    |  |
| 10.             | "Checkout"              | 3:16    |  |

| Faixas bônus japonesas |                      |         |  |
| N.º                    | Título               | Duração |  |
| 11.                    | "Front Desk"         | 1:16    |  |
| 12.                    | "Party Time Feeling" | 3:20    |  |

| Faixas bônus da América Latina |                                                            |         |  |
| N.º                            | Título                                                     | Duração |  |
| 13.                            | "Chica Fantasma ("10th Floor Ghost Girl" Spanish version)" | 3:32    |  |